# Atèlia
|  | No s'ha de confondre amb Athelia, Atalia, o Athalia. |

Atèlia és l'absència congènita d'un o ambdós mugrons. És una condició rara. De vegades es produeix per un costat en nens i nenes amb la síndrome de Poland i per ambdós costats en certs tipus de displàsia ectodèrmica.